# Véronique Pürro
Véronique Pürro, née le 9 juin 1966, est une personnalité politique genevoise, membre du parti socialiste. Elle dirige le Service social de la Ville de Genève jusqu'à fin 2012, puis le réseau des bibliothèques municipales de la Ville de Genève. Elle est députée au Grand Conseil du canton de Genève de 1997à 2009.

## Biographie
Issue d'un milieu modeste, Véronique Pürro naît le 9 juin 1966. 
Elle exerce dans un premier temps la profession d’hygiéniste dentaire. Après avoir complété sa formation en obtenant une licence en sciences politiques de l'Université de Genève, elle dirige le Service social de la ville de Genève de 1999 à la fin 2012. Elle prend en janvier 2013 la direction du réseau des Bibliothèques municipales de la Ville de Genève. 
Veuve depuis 2000, elle est la belle-fille de Christiane Brunner,. 

## Parcours politique
Active dans le monde associatif depuis sa jeunesse, elle devient membre du parti socialiste en 1989. Elle est élue en 1991 conseillère municipale de la ville de Genève et exerce ce mandat jusqu'en 1997. Elle y préside notamment la Commission de contrôle de gestion et la Commission de l’enseignement[réf. nécessaire]. 
Entre 1992 et 1996, elle est l’assistante parlementaire de la conseillère nationale Christiane Brunner. Elle représente ensuite les jeunesses syndicales au sein du comité directeur du cartel suisse des associations de jeunesse et milite en faveur de l’ouverture européenne avec le « mouvement né le 7 décembre », puis avec le Nouveau mouvement européen suisse.
En 1995, elle est candidate sur la liste femmes aux élections fédérales. En 1997, elle est élue députée au Grand Conseil du canton de Genève.  Elle siège notamment dans la commission de l'enseignement et du contrôle de gestion, qu'elle préside en 2009. La même année, elle est élue à la coprésidence des « Femmes socialistes suisses » aux côtés de Jacqueline Fehr. Spécialiste des questions sociales et économiques, elle est également membre du comité du Festival de la Bâtie. Lors de son troisième mandat de députée au Grand Conseil, elle est candidate malheureuse à l’élection au Conseil d’Etat du 15 novembre 2009. 
En décembre 2018, dans le cadre d'une suite de révélations sur l'usage de cartes de crédit appartenant à la ville, la presse révèle qu'elle a utilisé à plusieurs reprises sa carte de crédit professionnelle pour des dépenses d’ordre privé, pour un montant de 24 000 francs sur quatre ans. Véronique Pürro précise avoir agi par "négligence" et avoir remboursé l'argent.